# Moos in Passeier
Moos in Passeier ([moˑs]; italienisch Moso in Passiria) ist eine italienische Gemeinde in Passeier in Südtirol. Sie gehört zur Bezirksgemeinschaft Burggrafenamt und hat 2026 Einwohner (Stand 31. Dezember 2023). Nördlich von Meran gelegen, grenzt die Gemeinde direkt an Österreich und ist zu weiten Teilen im Naturpark Texelgruppe unter Schutz gestellt.

## Geographie

### Allgemeines
Moos in Passeier befindet sich in Hinterpasseier, wie der obere Abschnitt des Passeiertals genannt wird. Die Gemeinde umfasst den nördlichsten Abschnitt des Passeirer Haupttals, zwei größere (Pfelderer und Seebertal) und mehrere kleine Seitentäler sowie die umliegenden Berggebiete.
Der Hauptort Moos liegt zentral im Gemeindegebiet nahe dem Talgrund und der Passer auf rund 1000 m Höhe. Zwei Fraktionen befinden sich auf erhöht gelegenen Geländeterrassen etwas talabwärts Richtung St. Leonhard: auf der orographisch rechten Seite Platt (1140 m), auf der orographisch linken Stuls (1350 m). Nördlich von Moos nimmt Rabenstein, das mit 1410 m höchstgelegene Dorf im Haupttal, eine Anhöhe westlich über der Passer ein. Das bei Moos Richtung Südwesten abzweigende Pfelderer Tal bietet dem Dorf Pfelders (1630 m) Platz.
Die Berge westlich des Passeirer Haupttals werden zu den Ötztaler Alpen gezählt, östlich hingegen zu den Stubaier Alpen. Die Gebirgsgruppen treffen über dem Passeirer Talschluss am Timmelsjoch (2474 m), einem Übergang ins Nordtiroler Ötztal, aufeinander. Die Bergkämme beiderseits des Timmelsjochs sind Teil des Alpenhauptkamms und tragen die italienisch-österreichische Staatsgrenze zum Bundesland Tirol. Innerhalb der Ötztaler Alpen werden die Berge auf der Südseite von Pfelders zur Texelgruppe gerechnet. Zu den bedeutendsten Mooser Gipfeln gehören hier die Hochweiße (3281 m), der Lodner (3228 m), die Lazinser Rötelspitze (3037 m) und der Tschigat (2998 m). Nördlich vom Pfelderer bzw. westlich vom Seebertal erstreckt sich zwischen der Hochwilden (3480 m) und dem Timmelsjoch der Gurgler Kamm. Weitere nennenswerte Bergspitzen sind hier etwa der Hintere Seelenkogel (3470 m), der Hochfirst (3403 m) und die Liebenerspitze (3399 m). Der Mooser Anteil der Stubaier Alpen findet an der Schwarzwandspitze (3354 m) nordöstlich vom Timmelsjoch seinen höchsten Punkt. Von dort zweigt in südliche Richtung die Botzergruppe ab, in der die östliche Gemeindegrenze von Moos über den namensgebenden Botzer (3250 m) bis zur Hohen Kreuzspitze (2743 m) verläuft.
Erhebliche Teile des Gemeindegebiets sind im Naturpark Texelgruppe unter Schutz gestellt. Dieser umfasst nahezu vollständig die Mooser Anteile an den Ötztaler Alpen (sowohl in der Texelgruppe als auch am Gurgler Kamm) und reicht nordöstlich vom Timmelsjoch auch ein kleines Stück in die Stubaier Alpen hinein.

### Ortschaften der Gemeinde

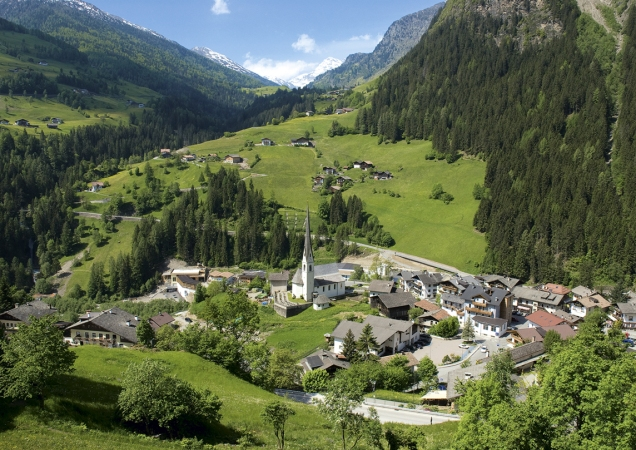
Ansicht von Moos und Pill

#### Moos
Moos, auf rund 1000 m Höhe gelegen, hat eine spätgotische Pfarrkirche (1402/03), Mariä Himmelfahrt geweiht, mit 52 m hohem Turm. Das Innere ist barockisiert, u. a. mit Gemälden der Passeirer Malerschule, einer Kunstschule des 18. und 19. Jahrhunderts aus St. Martin. Der Ortsname wird erstmals 1288 im landesfürstlichen Gesamturbar Graf Meinhards II. als ze Mose urkundlich genannt. Es handelt sich um einen im deutschsprachigen Raum weit verbreiteten Flurnamen und bedeutet ‚Sumpfgebiet, Morast‘.
Ein beliebtes Wanderziel ist der Stieber Wasserfall; am westlichen Ortsrand stürzt der Pfelderer Bach in zwei Kaskaden von erst 19 m und dann 18 m in die Passer. Die Schluchtwände mit verschiedenen Felsformationen, Kolken und Strudellöchern bestehen aus dunklen Paragneisen.
Oberhalb des Wasserfalls – nahe der Straße nach Platt – befand sich eine bis Anfang des 20. Jahrhunderts medizinisch genutzte Schwefelquelle (versiegt) zur Behandlung von Herz-Kreislauf-Erkrankungen und Rheuma. Der Arzt Dr. Mathias Felderer hatte hier ein Badehaus für Sitzbäder, Vollbäder und Trinkkuren eingerichtet („Bad Sand“). Die verfallene Brunnenanlage und eine Erklärungstafel sind die Relikte dieses Kurbades, in dem es heute nur noch Ferienappartements und ein Café gibt.
Unterhalb der Straße zum Timmelsjoch (Zugang von der Ortsmitte) liegt das 2009 eröffnete Bunker Mooseum, das zum MuseumHinterPasseier gehört.

#### Pfelders
Pfelders befindet sich im Pfelderer Tal, einem rechten Seitental von Passeier, auf 1630 m Höhe. Es beherbergt ein kleines Skigebiet.

#### Platt
Platt liegt in 1140 m Höhe auf einer Terrasse südöstlich des Hauptortes, auf der orographisch rechten (südlichen) Talseite. 15 so genannte „Gletschermühlen“ – gemeint sind eigentlich Gletschertöpfe – sind auf beschilderten Wanderwegen von hier aus zu erreichen. Die größte ist acht Meter tief.

#### Stuls
Stuls (it. Stulles) liegt 1350 m hoch gegenüber von Platt auf der orographisch linken (nördlichen) Talseite. Ersturkundlich bereits 1288 im landesfürstlichen Gesamturbar Graf Meinhards II. als Stulles genannt, nimmt die Siedlung eine Terrasse am Hang des Jaufenkamms ein. Im Gegensatz zu Platt bekommt die Hangverebnung von Süden viel Sonne und ist deshalb im Sommer ein beliebter Wanderferienort. Stuls ist Ausgangspunkt für Wanderungen zur Eggergrubalm und zur Hochalm, die Besteigung der Hochwart (2608 m) und der Hohen Kreuzspitze (2743 m).
Von dieser Terrasse stürzen die Stuller Wasserfälle in zwei Kaskaden 342 m in die Tiefe des Passeiertals.

#### Rabenstein

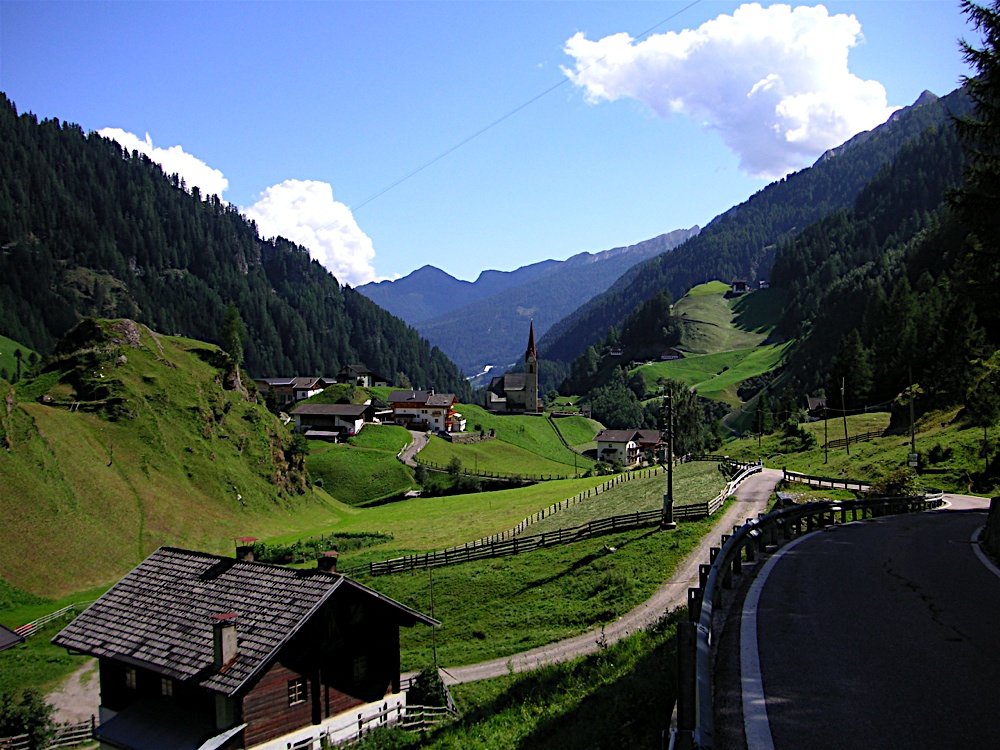
Blick auf Rabenstein

Rabenstein (it. Corvara) liegt 1410 m hoch auf einer kleinen Anhöhe westlich über der Passer und ist agrarisch geprägt. 
Auf dem Wiesenplateau südlich des Ortes gab es einst einen See. Er war 1401 durch einen Bergsturz entstanden, der einen Damm bildete, der das Wasser der Passer gestaut hatte. Dieser Damm brach insgesamt achtmal, zuletzt 1774 endgültig. Wegen der Zerstörungen, die die Dammbrüche jeweils mit sich brachten, wurde der See „Kummersee“ genannt. Heute gibt es einen beschilderten Wanderweg rund um seine ehemaligen Ufer.
Eine besondere – nur durch einen zweistündigen Aufstieg erreichbare – Attraktion ist das „Erlebnisbergwerk“ am Schneeberg auf 2355 m Höhe, heute ein Teil des Südtiroler Bergbaumuseums. Es war das höchstgelegene Bergwerk Europas. Vom Mittelalter bis 1967 wurden hier Silber, Blei und Zink abgebaut. 1995 wurde es restauriert, und seither werden Stollenführungen, Verpflegung und Übernachtungsmöglichkeiten in der Schneeberghütte angeboten.

#### Ulfas
Der Weiler Ulfas liegt oberhalb von Platt. In Ulfas befinden sich die Höfe Kratzegg, Bastl, Veitner, Micheler, Pöll, Pichler und Hofer sowie die Kirche zum Hl. Korbinian von Freising (errichtet 1903; kleiner Altar mit Statue des Heiligen und dem  Korbiniansbären als seinem Attribut). Beim Kratzegghof (Wanderparkplatz für den Weg zur Ulfaser Alm) ist noch eine Mühle in Betrieb.
Der Name ist ersturkundlich 1230 als Ulves genannt. Man kann ihn über lateinisch ulva (‚Seggen‘, ‚Sauergrasgewächse‘) erklären.
Die auf 1600 m liegende Ulfaser Alm (30 Minuten Gehzeit) ist im Sommer bewirtschaftet. Aus dem hier vorbeifließenden Saldernbach wird ein Waal (1862–1865 angelegt) abgeleitet, der auch die Tiere tränkt. Der oberhalb von Ulfas durch den Wald verlaufende Matatzer Waalweg begleitet einen der letzten seiner Art im Passeiertal, die noch Wasser führen. Er endet nach ca. 3,5 km an einer Blockhütte, an der der Waalwärter im Sommer auch eine Gastschenke betreibt.

#### Hütt
Der Weiler Hütt (it. La Capanna) liegt zwischen Platt und Pfelders. In Hütt befinden sich die Höfe Joseler, Jenner und weitere kleine Höfe. Die Kirche von Hütt ist dem hl. Josef geweiht.

#### Pill
Pill (it. Bovile) liegt am Eingang des Pfelderer Tals. In Pill, ersturkundlich 1288 im landesfürstlichen Gesamturbar Graf Meinhards II. als Pille genannt, befinden sich die Höfe Goster, Beibach, Pamer, Brugger, Weiher sowie ca. 20 weitere Höfe. Da Pill ein Weiler ist und keine Kirche hat, müssen die Piller nach Moos zum Gottesdienst gehen. Aus Pill stammt der ehemalige Bürgermeister von Moos, Josef Ennemoser.

## Geschichte
Die Gemeinde entstand in ihrer heutigen Ausdehnung 1928, als Moos um die bis dato eigenständigen Gemeinden Rabenstein und Platt vergrößert wurde.

## Politik
Bürgermeister seit 1952:
- Josef Hofer: 1952–1955
- Josef Raffl: 1955–1958
- Josef Ennemoser: 1958–1985
- Franz Raich: 1985–1990
- Karl Lanthaler: 1990–1995
- Franz Raich: 1995–2000
- Wilhelm Klotz: 2000–2015
- Gothard Gufler: 2015–2025
- Stefan Ilmer: seit 2025

## Bevölkerung
Moos in Passeier ist gemäß den erhobenen Sprachgruppenzugehörigkeitserklärungen bzw. Sprachgruppenzuordnungserklärungen eine weitgehend deutschsprachige Gemeinde. Als Berechnungsgrundlage der folgenden Prozentwerte wurden die gültigen Erklärungen von Personen mit italienischer Staatsbürgerschaft herangezogen.
| Sprache     | 1981    | 1991    | 2001    | 2011    | 2024    |
| ----------- | ------- | ------- | ------- | ------- | ------- |
| Deutsch     | 98,72 % | 99,25 % | 99,09 % | 99,58 % | 99,52 % |
| Italienisch | 1,23 %  | 0,75 %  | 0,91 %  | 0,33 %  | 0,42 %  |
| Ladinisch   | 0,05 %  | 0,00 %  | 0,00 %  | 0,09 %  | 0,05 %  |

## Bildung
In der Gemeinde gibt es Bildungseinrichtungen für die deutsche Sprachgruppe. Zu diesen zählen fünf Grundschulen im Hauptort Moos, in Pfelders, Platt, Rabenstein und Stuls.

## Wirtschaft und Infrastruktur
Die Gemeinde ist für den Kraftverkehr in erster Linie durch die SS 44 bis erschlossen. Diese verknüpft Moos ganzjährig mit der SS 44, der Hauptstraße des unteren Passeiertals, und erlaubt im Sommerhalbjahr auch die Überquerung des Timmelsjochs ins österreichische Ötztal.
Der Tourismus im dünn besiedelten und bäuerlich geprägten Hinterpasseier ist im Vergleich zum Vorderpasseier noch verhalten. Kleine Hotels und Familienpensionen, die in erster Linie auf Wanderer ausgerichtet sind, überwiegen. Die Wintersaison spielt vor allem in Pfelders eine Rolle, wo auch ein Skigebiet existiert.

## Persönlichkeiten
- Joseph Ennemoser (1787–1854), Arzt und Geheimschreiber Andreas Hofers
- Karl Lapper (1907–1996), Pressereferent, Propagandist und Politiker (NSDAP)
- Josef Ennemoser (1926–1999), Gosterbauer in Pill und Bürgermeister von Moos 1958–1985
- Anna Lanthaler (* 1934), Mundartdichterin aus Stuls